# Divisione No. 15 (Saskatchewan)
La Divisione No. 15 è una divisione censuaria del Saskatchewan, Canada di 79 018 abitanti.

## Geografia antropica

### Città
- Humboldt
- Prince Albert
- Melfort

### Comuni
- Aberdeen
- Birch Hills
- Bruno
- Cudworth
- Duck Lake
- Hague
- Kinistino
- Rosthern
- St. Brieux
- Vonda
- Wakaw
- Waldheim

### Villaggi
- Albertville
- Alvena
- Annaheim
- Beatty
- Christopher Lake
- Englefeld
- Hepburn
- Laird
- Lake Lenore
- Meath Park
- Middle Lake
- Muenster
- Paddockwood
- Pilger
- Prud'Homme
- Saint-Benedict
- Saint-Gregor
- St. Louis
- Weirdale
- Weldon

### Municipalità rurali
- - RM No. 369 St. Peter
  - RM No. 370 Humboldt
  - RM No. 371 Bayne
  - RM No. 372 Grant
  - RM No. 373 Aberdeen
  - RM No. 399 Lake Lenore
  - RM No. 400 Three Lakes
  - RM No. 401 Hoodoo
  - RM No. 402 Fish Creek
  - RM No. 403 Rosthern
  - RM No. 404 Laird
  - RM No. 429 Flett's Springs
  - RM No. 430 Invergordon
  - RM No. 431 St. Louis
  - RM No. 459 Kinistino
  - RM No. 460 Birch Hills
  - RM No. 461 Prince Albert
  - RM No. 463 Duck Lake
  - RM No. 490 Garden River
  - RM No. 491 Buckland
  - RM No. 520 Paddockwood